# Герб Бурятии
Герб Республики Бурятия (бур. Буряад Уласай түрын һүлдэ) — государственный символ Республики Бурятия. Принят Народным Хуралом Республики 20 апреля 1995 года. Автором герба является Александр Хоренов.

## Описание
Герб Республики Бурятия представляет собой геральдический щит традиционной формы, на котором размещен трёхцветный круг (сине-бело-жёлтый цвета национального флага). В верхней части круга — золотое соёмбо — традиционный символ вечной жизни (солнце, луна, очаг). В центре круга — одинаковой ширины сине-белые полосы — волны Байкала, а также светло-зелёного и темно-зелёного фона горные вершины, характерные для местного ландшафта. Нижнюю часть круга обрамляет голубая лента «хадак» — символ гостеприимства народа Бурятии. Центральная часть хадака служит основанием герба. Лента равномерно один раз с каждой стороны нижней части круга обвивает герб. Концы её ниспадают по обе стороны герба над его основанием.
С 1 января 2000 года герб размещается на щите традиционной геральдической формы, а с хадака убраны надписи «Республика Бурятия» на русском и бурятском языках.

## См.также
- Флаг Бурятии
- Гербы районов Бурятии